# Kara-kirgiska autonomna oblast
Kara-kirgiska autonomna oblast (rus. Кара-Киргизская АО) je bila autonomna oblast u bivšem SSSR-u. 
Ustanovljena je 14. listopada 1924. kao autonomna jedinica unutar RSFSR-a, od dijela Turkestanske autonomne sovjetske socijalističke republike. Dana 15. svibnja 1925. preimenovana je u Kirgisku autonomnu oblast, 1. veljače 1926. je reorganizirana u Kirgisku ASSR, a 5. veljače 1936. dobila je status punopravne republike – Kirgiske SSR.